# Michał Antoni Łaszczyński
Michał Antoni Łaszczyński herbu Wierzbna – wicebrygadier w powstaniu kościuszkowskim, major 1 Brygady Kawalerii Narodowej w 1789 roku, towarzysz chorągwi pancernej w 1764 roku, służył w wojsku pruskim jako wolontariusz.
Michał Antoni Łaszczyński służył początkowo jako ochotnik w kawalerii pruskiej. Do wojsk koronnych wstąpił w 1764 i zaczął służbę w kawalerii od towarzysza chorągwi pancernej. Do 1 Brygady Kawalerii Narodowej przybył w 1778 na stanowisko towarzysza, a w 1779. kupił porucznikostwo. W okresie insurekcji kościuszkowskiej był pierwszym majorem 1 Brygady Kawalerii Wielkopolskiej.  Pod koniec sierpnia przeniósł się do nowo sformowanej 7 Brygady Kawalerii. W tym czasie posiadał już stopień wicebrygadiera.